# Pedro Juan Caballero (Paraguay)
Pedro Juan Caballero (coloquialmente Pedrojuán) es una ciudad localizada en el noreste de Paraguay. Es la capital del departamento de Amambay y se ubica a 452 km de Asunción. Según el censo paraguayo de 2022, posee 127.437 habitantes y está unida a Punta Porá, ciudad brasileña con la que compone un conurbano de más de 200.000 habitantes. Es el séptimo distrito más poblado, pero por su poder económico y geopolítico, es la cuarta ciudad más importante, detrás de Asunción, Ciudad del Este y Encarnación. Es conocida como la «terraza del país», debido a que está a casi 700 metros de altitud. El nombre de la ciudad es en honor al capitán Pedro Juan Caballero, líder de la gesta independentista del Paraguay.
La ciudad es la sede del Club Sportivo 2 de Mayo, contando con el Estadio Monumental Río Parapití, que fue utilizado para la Copa América 1999 y es el quinto estadio más grande del fútbol paraguayo. La «Avenida Internacional Doctor Francia» traza la línea fronteriza entre Paraguay y Brasil. Se caracteriza por ser una ciudad turística y de gran movimiento comercial. En estas dos ciudades fronterizas conviven tres idiomas: castellano, guaraní, portugués,  así como el pidgin español-portugués llamado portuñol. No obstante, la fuerte incidencia de los medios de comunicación brasileños y la fuerte presencia de colonos brasileños hacen prevalecer el idioma portugués en su variante brasileña.
El parque nacional Cerro Corá, situado a unos 41 km del centro de la ciudad, es uno de sus puntos turísticos. El parque preserva la historia de la última batalla de la guerra de la Triple Alianza donde el Mariscal Francisco Solano López murió combatiendo a los brasileños el 1 de marzo de 1870, a orillas de las nacientes del río Aquidabán. También cuenta con el aeropuerto Doctor Fuster y el centro comercial más moderno del país, el Centro comercial Dubai, costando USD 30 millones para construir. El Hotel Blue Lagoon Amambay & Complejo Residencial se encuentra en la ciudad y está estructurado de forma moderna considerado por algunos medios como un prestigioso condominio. Es la ciudad más desarrollada de la región norte, y se constituye como el polo universitario y económico de esa zona.

## Heráldica
La bandera de Pedro Juan Caballero tiene 14 estrellas que representan la cantidad de barrios de su casco urbano. Los colores azul, rojo, verde y amarillo representan los partidos que alguna vez integraron la administración municipal. El escudo posee imágenes de la yerba mate y la madera, símbolos de la época dorada marcada por la productividad de la ciudad.

## Historia

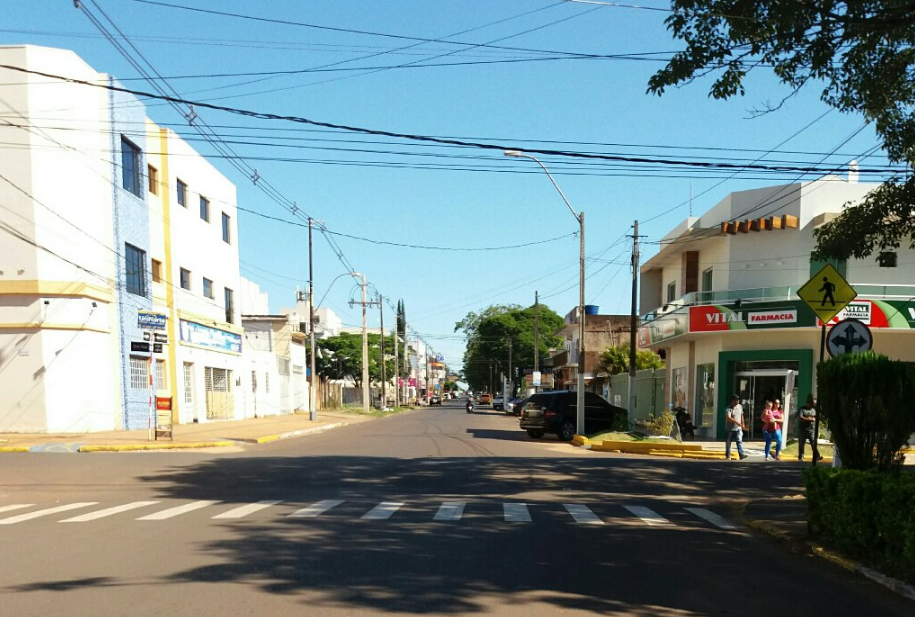
Calle céntrica.

Pedro Juan Caballero se originó en torno a una pequeña laguna y basó su economía inicial en el procesamiento de yerba mate y la explotación forestal. Casi todos estos polos de desarrollos se ubicaban en el extremo sur de los yerbales de Tacurupytá, que tras las guerra de la Triple Alianza quedaron en poder del Brasil. En la segunda mitad del siglo XX, sin embargo, la ciudad tuvo una rápida evolución comercial, siendo actualmente no sólo un importante paso fronterizo con Brasil, sino una ciudad capacitada para el turismo y para los eventos internacionales.
El 1 de diciembre de 1899 a través de un decreto presidencial se creó una comisaría policial y se izó por primera vez el Pabellón Nacional reconociendo la actual población en tierra paraguaya llamada de Punta Porá. Posteriormente se desmembra del Departamento de Concepción, hecho igualmente significativo aunque posterior al primero, mediante un decreto del 30 de agosto de 1901 se pierde definitivamente el nombre de Punta Porá, pasando a llamarse Pedro Juan Caballero. Historiadores regionales de prestigio reconocen el 1 de diciembre como fecha fundacional de la ciudad, otros aún persisten en que la fecha de aniversario es la de la emancipación departamental.
El 10 de julio de 1945, la ciudad de Pedro Juan Caballero fue designada capital del Departamento de Amambay.

### El primer pedrojuanino auténtico
En 1899 el comerciante Don Jorge Casaccia, era conocido por ser propietario de grandes extensiones de tierra, de yerbateras y de un negocio de importación & exportación, fundado luego de la guerra de la Triple Alianza. También era un gran accionista de «La Industrial Paraguaya» y del «Banco Mercantil», quien cedió al Gobierno 100 manzanas cuadradas para el plantel de la población, según cuenta S.A. Cardona. 
La primera vivienda fue construida en el año 1894, propiedad de Don José Tapia Ortiz, aunque en realidad fijó su residencia en un local llamado «Portera», un año después de la fundación del Paraje Punta Porá. Ya en 1893, Don Pablino Ramírez se había instalado con sus carretas y carreteros a orillas de la laguna Punta Porá por lo que queda difícil saber a ciencia cierta quien ha sido el primer pedrojuanino «oficial».
El 13 de diciembre de 1901 se creó el primer juzgado de paz y el primer juez de paz fue José Ramón Giménez. El 29 de diciembre de 1905 se creó la Junta Económica Administrativa para desempeñar actividades muy semejantes a las actuales comunas y municipalidades, en el que Rufino Enrique Spika fue el primer presidente. Posteriormente, el primer intendente electo fue el Ricardo Pockel, quien tuvo que ganar dos veces las elecciones para poder asumir la intendencia municipal.

## Geografía

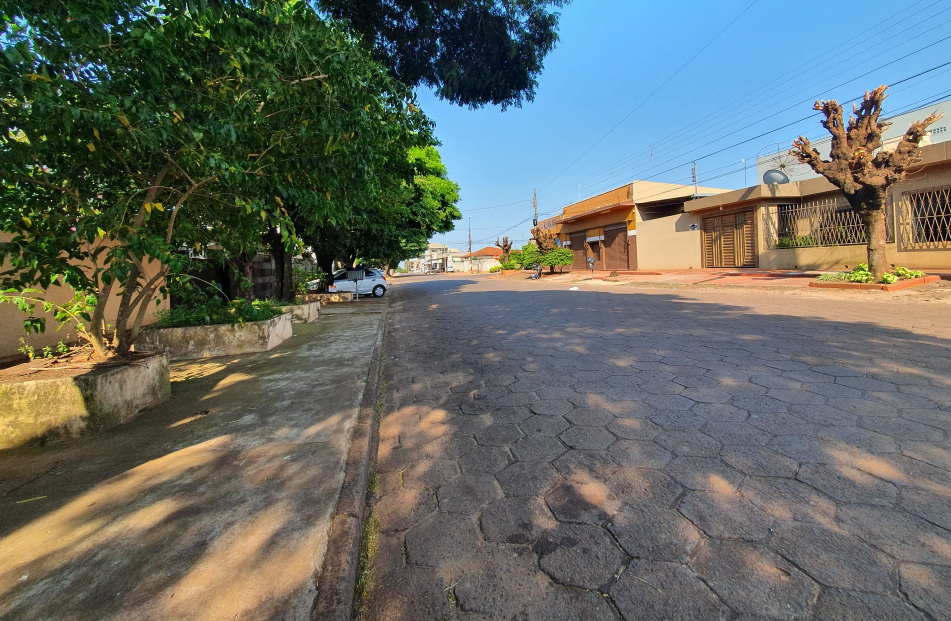
Calle adoquinada de un barrio periférico.

Limita al oeste con Bella Vista; al sur con Karapaí y Capitán Bado; al sur y este con Zanja Pytá; al norte con Brasil, separado por el río Apa; y al este con la ciudad brasileña de Punta Porá, separada por la «Avenida Internacional Doctor Francia».

### Orografía
La ciudad de Pedro Juan Caballero se halla asentada en una meseta de la Cordillera del Amambay, a unos 700 metros sobre el nivel del mar. La topografía del terreno se presenta sin accidentes considerables, presentando un aspecto agradable con suaves ondulaciones.

### Clima
El clima de Pedro Juan Caballero es subtropical húmedo. La temperatura media anual es de 21 °C. El promedio anual de precipitaciones es abundante, con 1650 mm aproximadamente.
El verano es cálido, con un promedio de enero de 25 °C. La elevada humedad suele volver sofocante al calor. El invierno es templado, con una temperatura promedio de julio de 18 °C. Raramente se dan temperaturas inferiores a 0 °C o superiores a 36 °C. 
Las neblinas son comunes en la ciudad generalmente a partir de la noche, debido a la altura de la ciudad.

Los días cubiertos son más frecuentes en invierno, pero cuando más llueve es en verano, época en que se desarrollan tormentas a veces muy intensas, por lo que grandes cantidades de agua caen en poco tiempo. En invierno son más comunes lloviznas débiles pero continuas. De todos modos no puede decirse que haya estacionalidad de lluvias en esta ciudad.
| Parámetros climáticos promedio de Pedro Juan Caballero              | Parámetros climáticos promedio de Pedro Juan Caballero | Parámetros climáticos promedio de Pedro Juan Caballero | Parámetros climáticos promedio de Pedro Juan Caballero | Parámetros climáticos promedio de Pedro Juan Caballero | Parámetros climáticos promedio de Pedro Juan Caballero | Parámetros climáticos promedio de Pedro Juan Caballero | Parámetros climáticos promedio de Pedro Juan Caballero | Parámetros climáticos promedio de Pedro Juan Caballero | Parámetros climáticos promedio de Pedro Juan Caballero | Parámetros climáticos promedio de Pedro Juan Caballero | Parámetros climáticos promedio de Pedro Juan Caballero | Parámetros climáticos promedio de Pedro Juan Caballero | Parámetros climáticos promedio de Pedro Juan Caballero |
| Mes                                                                 | Ene.                                                   | Feb.                                                   | Mar.                                                   | Abr.                                                   | May.                                                   | Jun.                                                   | Jul.                                                   | Ago.                                                   | Sep.                                                   | Oct.                                                   | Nov.                                                   | Dic.                                                   | Anual                                                  |
| ------------------------------------------------------------------- | ------------------------------------------------------ | ------------------------------------------------------ | ------------------------------------------------------ | ------------------------------------------------------ | ------------------------------------------------------ | ------------------------------------------------------ | ------------------------------------------------------ | ------------------------------------------------------ | ------------------------------------------------------ | ------------------------------------------------------ | ------------------------------------------------------ | ------------------------------------------------------ | ------------------------------------------------------ |
| Temp. máx. media (°C)                                               | 29.9                                                   | 29.4                                                   | 28.9                                                   | 27.6                                                   | 24.6                                                   | 23.2                                                   | 23.8                                                   | 25.4                                                   | 26.2                                                   | 28.1                                                   | 29.0                                                   | 29.5                                                   | 27.1                                                   |
| Temp. media (°C)                                                    | 25.1                                                   | 24.7                                                   | 24.1                                                   | 22.4                                                   | 19.6                                                   | 18.1                                                   | 18.0                                                   | 19.5                                                   | 20.6                                                   | 22.7                                                   | 23.9                                                   | 24.6                                                   | 21.9                                                   |
| Temp. mín. media (°C)                                               | 20.4                                                   | 20.0                                                   | 19.4                                                   | 17.3                                                   | 14.7                                                   | 13.1                                                   | 12.3                                                   | 13.6                                                   | 15.0                                                   | 17.4                                                   | 18.8                                                   | 19.7                                                   | 16.8                                                   |
| Precipitación total (mm)                                            | 160                                                    | 156                                                    | 168                                                    | 141                                                    | 155                                                    | 84                                                     | 44                                                     | 73                                                     | 109                                                    | 171                                                    | 198                                                    | 191                                                    | 1650                                                   |
| Fuente: Dirección Nacional de Meteorología e Hidrología (1971-2000) |                                                        |                                                        |                                                        |                                                        |                                                        |                                                        |                                                        |                                                        |                                                        |                                                        |                                                        |                                                        |                                                        |

## Demografía

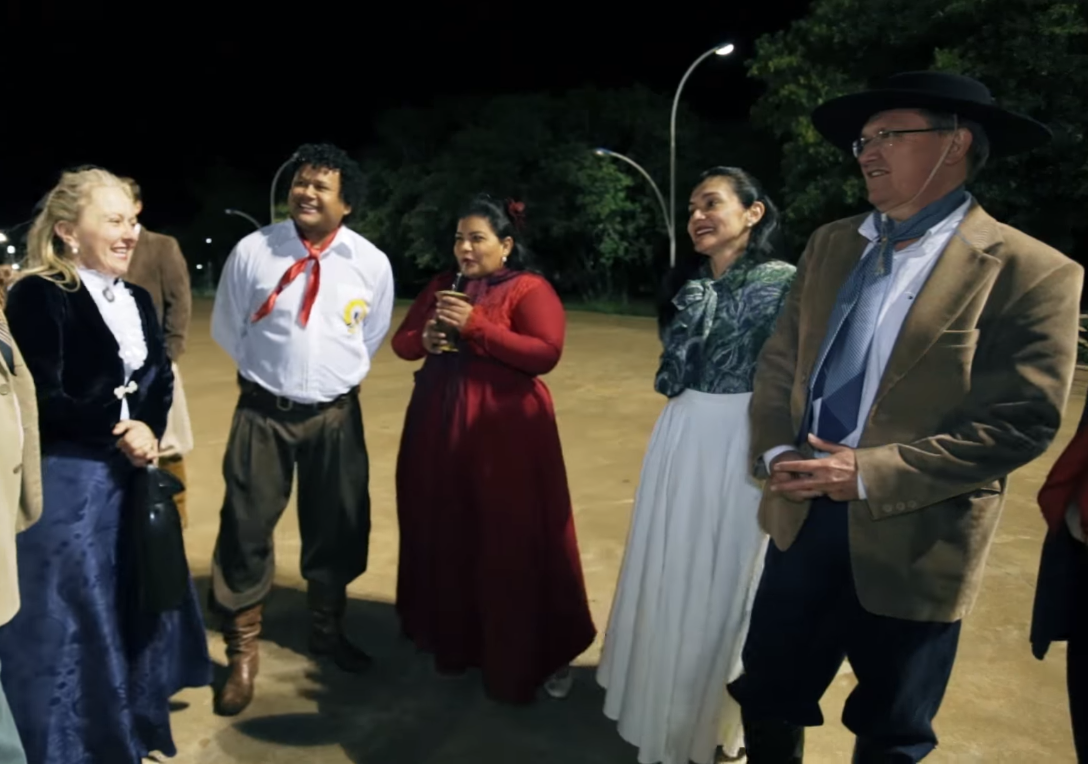
La población pedrojuanina es de gran diversidad.

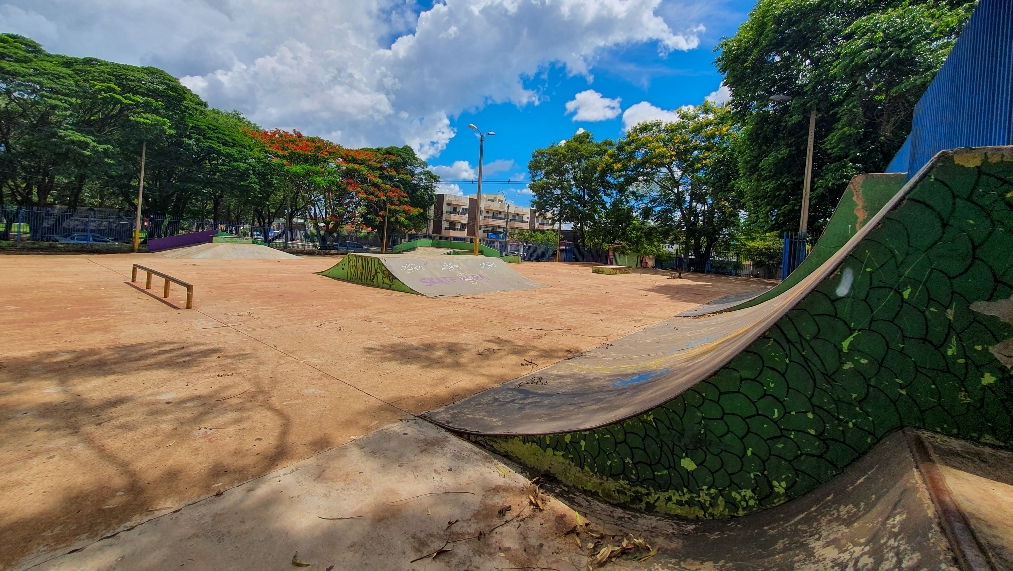
Pista de skate.

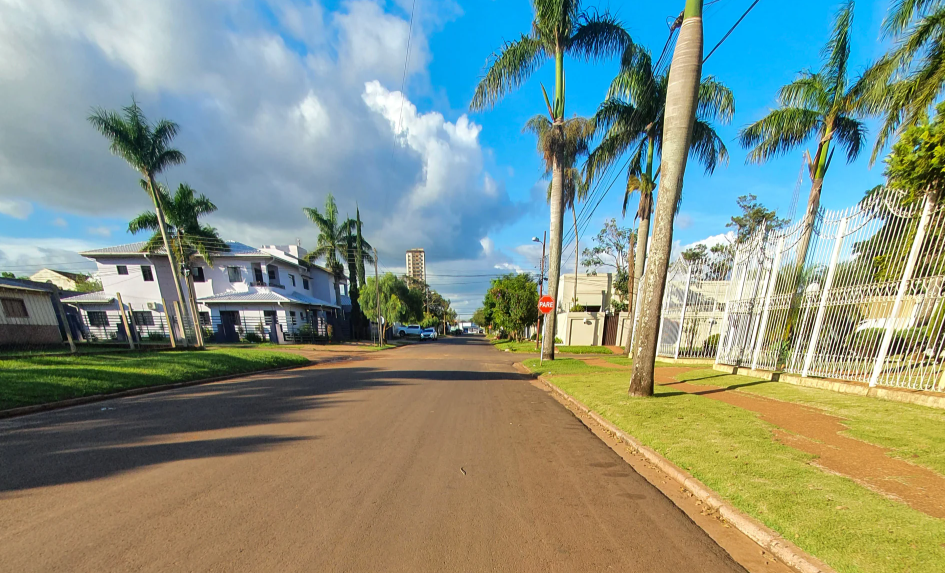
Barrio Gral Genes.

El distrito de Pedro Juan Caballero cuenta con un total de 127.437 habitantes según el censo paraguayo de 2022. Es la ciudad más poblada y desarrollada de la región norte del país y concentra el 71% de la población departamental.

### Barrios
Pedro Juan Caballero conforma 60 divisiones: 15 barrios en la zona urbana y 44 subdivisiones en la zona rural, conformados por barrios suburbanos y compañías.
| Barrios de Pedro Juan Caballero | Barrios de Pedro Juan Caballero | Barrios de Pedro Juan Caballero | Barrios de Pedro Juan Caballero | Barrios de Pedro Juan Caballero | Barrios de Pedro Juan Caballero |
| N.º                             | Barrio                          | N.º                             | Barrio                          | N.º                             | Barrio                          |
| ------------------------------- | ------------------------------- | ------------------------------- | ------------------------------- | ------------------------------- | ------------------------------- |
| 1                               | María Victoria                  | 21                              | Guillermina                     | 41                              | Cerro Corá                      |
| 2                               | Mariscal Estigarribia           | 22                              | Cerro Cora’i                    | 42                              | Chirigüelo                      |
| 3                               | Bernardino Caballero            | 23                              | Nueva Aquidabán                 | 43                              | Villa Teresa                    |
| 4                               | General Genes                   | 24                              | Amaro Cué                       | 44                              | Colonia Mafucci                 |
| 5                               | Guaraní                         | 25                              | Kachimbo                        | 45                              | República                       |
| 6                               | Perpetuo Socorro                | 26                              | María Auxiliadora               | 46                              | Colonia Potrero Sur             |
| 7                               | General Díaz                    | 27                              | Kokue Pyahu                     | 47                              | Colonia Y’ambue                 |
| 8                               | Virgen de Caacupé               | 28                              | Callejón Genes                  | 48                              | Colonia 204                     |
| 9                               | San Juan Neuman                 | 29                              | Yvype                           | 49                              | Ñandejara Puente                |
| 10                              | Obrero                          | 30                              | 15 de agosto                    | 50                              | Colonia Kora’i                  |
| 31                              |                                 | 51                              |                                 |                                 |                                 |
| 12                              | San Gerardo                     | 32                              | Vista Alegre                    | 52                              | Ypyta Mbarakaja’i               |
| 13                              | San Blas                        | 33                              | Colonia Cumbre                  | 53                              | Jaguary                         |
| 14                              | San Antonio                     | 34                              | Naranja Jái                     | 54                              | Estancia Cerro Guazú            |
| 15                              | Defensores del Chaco            | 35                              | Santa Clara                     | 55                              | Estancia Papá Noel              |
| 16                              | Jardín Aurora                   | 36                              | Gasory                          | 56                              | Cerro 21                        |
| 17                              | Colonia Estrella                | 37                              | Cerro Pa'u                      | 57                              | Estancia Chaparral              |
| 18                              | Tres Palos                      | 38                              | Yataity Corá                    | 58                              | Pa’i Kuara y Arroyo Blanco      |
| 19                              | San Luis                        | 39                              | San Vicente                     | 59                              | Ka’i Memby e Ypané              |
| 20                              | Agropecuaria Portera Ortiz      | 40                              | Guavirá                         | 60                              | Estancia Ka’i Rague             |

## Economía

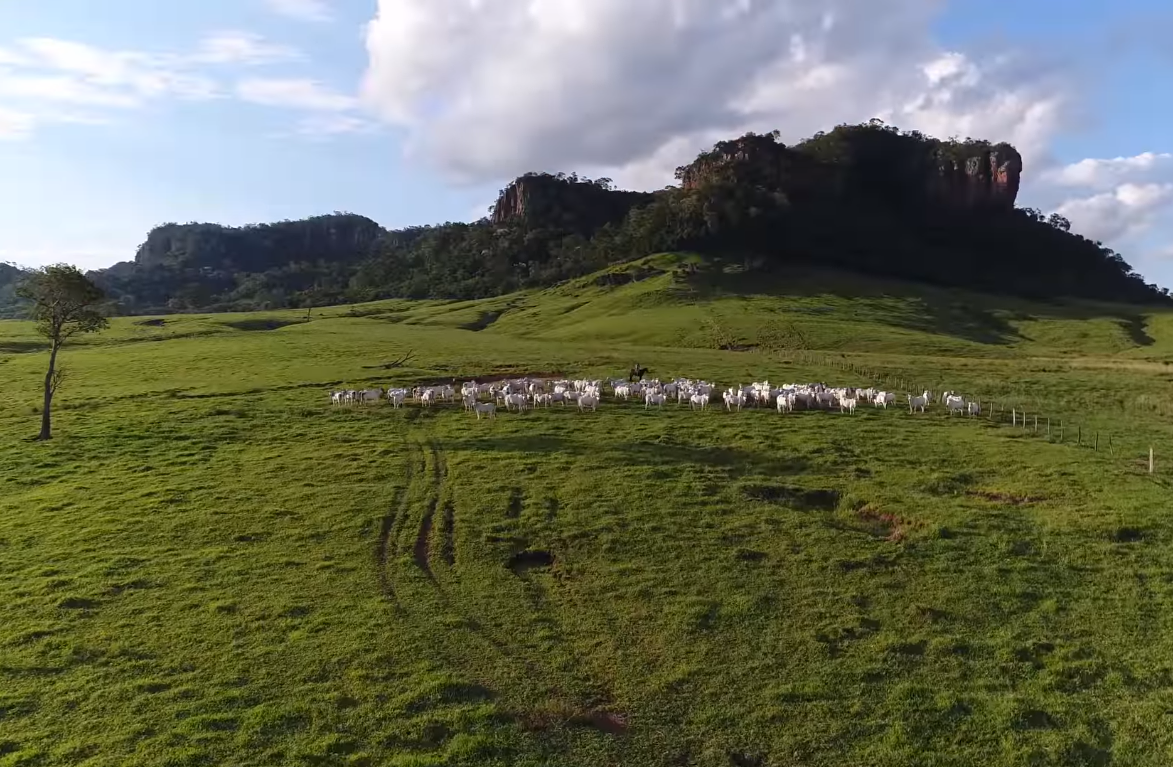
Ganado vacuno en la cordillera.

Como la ciudad se encuentra en la frontera, el comercio tiene un pequeño protagonismo donde paraguayos, brasileños y asiáticos viven del comercio. En esta capital se encuentra ubicado Centro comercial China, el más grande centro comercial de importados del Paraguay, que llegó a obtener reconociemientos internacionales como el Mejor Centro Comercial de Importación de Las Américas, y el reciente premio a Mejor Centro Comercial De importados del Mundo celebrado en Cannes, Francia.
La pecuaria y la agricultura también concentran parte del sector productivo, aunque en otras épocas el recurso forestal también impulsó un comercio considerable, aunque el contrabando de madero generó un grave daño ecológico al sistema, afectando el clima, el suelo y la distribución de las lluvias. Para destinar el desarrollo de este sector, la gobernación departamental tomó la iniciativa de formar alianzas estratégicas con empresas privadas, con la Misión China y con la Facultad de Ingeniería Agronómica. Por tanto, el Ministerio de Agricultura y Ganadería se encuentra en proceso de fortalecimiento de los servicios, con el fin de recuperar las tierras, apoyar la comercialización legal, la investigación agrícola y su correspondiente extensión.
La influencia brasileña en la actividad económica es notable, y el cultivo de marihuana está vinculado al modo de producción conocido como «El Mensú» (método de cultivo de la yerba mate vista en Alto Paraná y nordeste argentino). En vista a que el cultivo y consumo de cannabis es ilegal en Paraguay, esta actividad ilícita ha arrastrado a lo largo del tiempo un profundo problema social que afectó la reputación de esta ciudad y por consecuente, del Paraguay por sí mismo. De cualquier manera, el gobierno paraguayo está volcando toda la energía para que esta situación se revierta y el narcotráfico deje de proliferar en la región norte del país.

### Centros comerciales

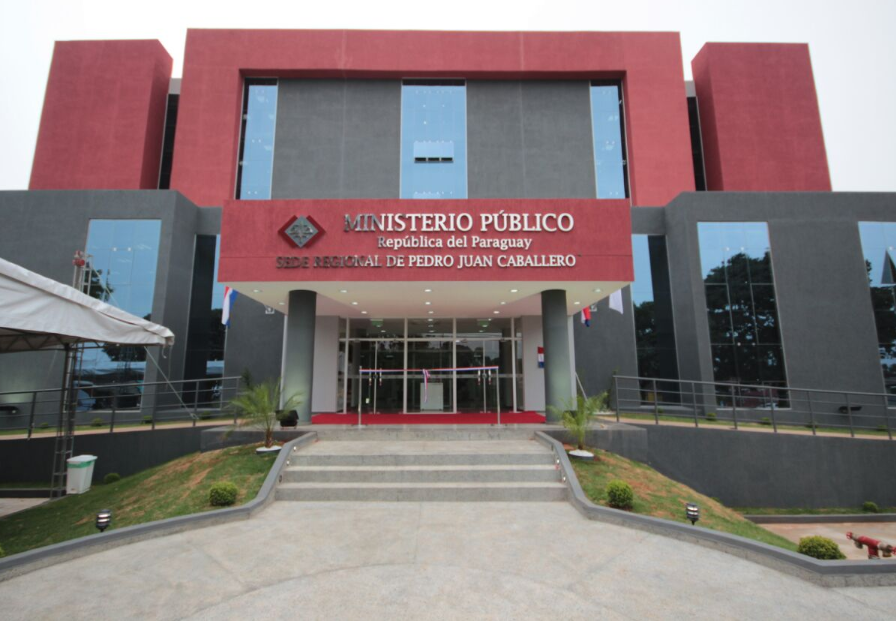
Ministerio Público.

En los últimos tiempos, la capital del Amambay registra inversiones millonarias en la construcción de centros comerciales, que impulsan la economía local. Los empresarios tienen la seguridad de que conseguirán un retorno del capital, considerando el auge del turismo de compras en esta capital departamental.
La historia del Centro comercial China, el comercio de frontera más antiguo del país, está muy ligada a la historia comercial y del progreso de esta capital departamental.
En los últimos años la empresa pedrojuanina se convirtió en una verdadera atracción turística, su moderno complejo con más de 45 mil metros cuadrados de área cubierta en un predio de 10 hectáreas que alberga además un supermercado, un centro de mantenimiento de automóviles, una sucursal de una institución bancaria, estación de servicios, además de un amplio estacionamiento con capacidad para unos 3500 vehículos.
Es visitado diariamente por miles de ávidos compradores de varios estados brasileños y de varias ciudades paraguayas, se ha caracterizado por ofrecer productos originales de última generación fue premiada a nivel internacional en los últimos 4 años es sin duda la atracción que identifica a esta capital departamental cuya mayor actividad es justamente el comercio fronterizo.

## Infraestructura

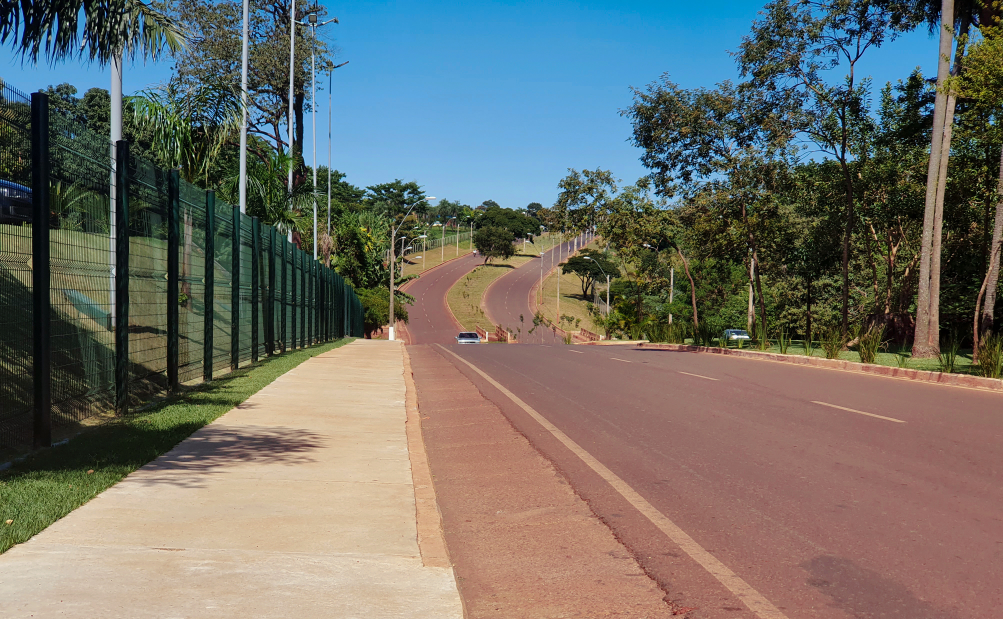
Ruta PY05, en el acceso a la ciudad.

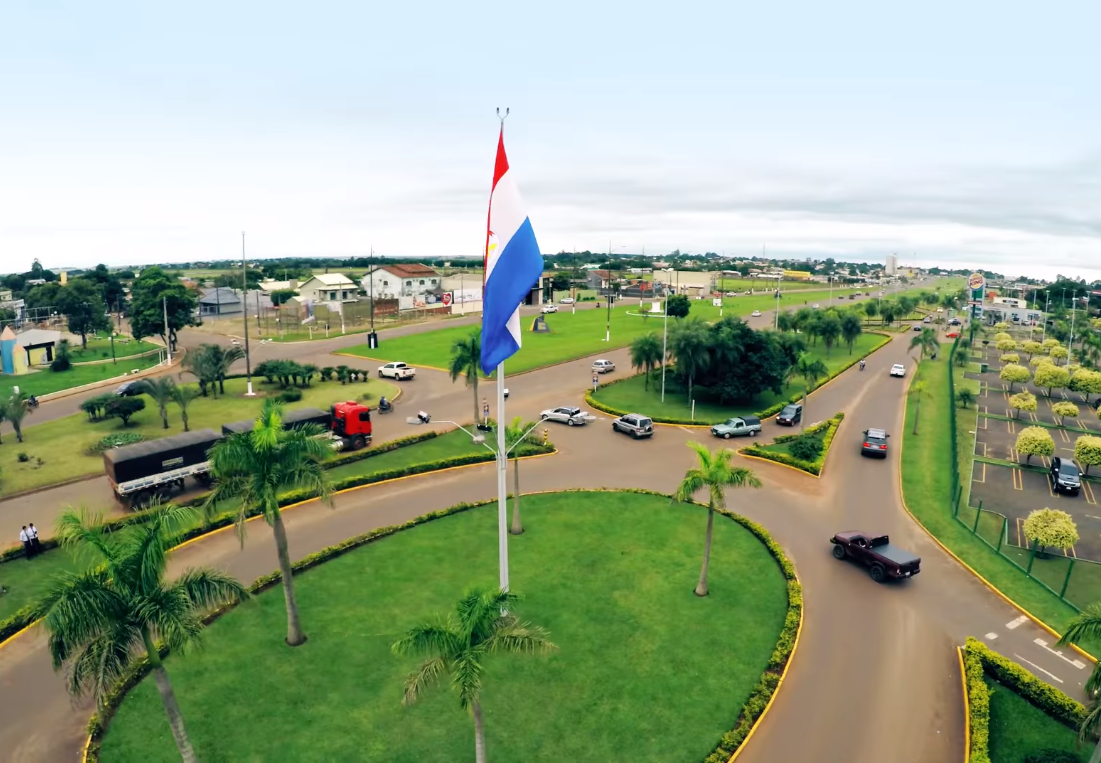
Avenida Internacional, frontera entre Paraguay y Brasil.

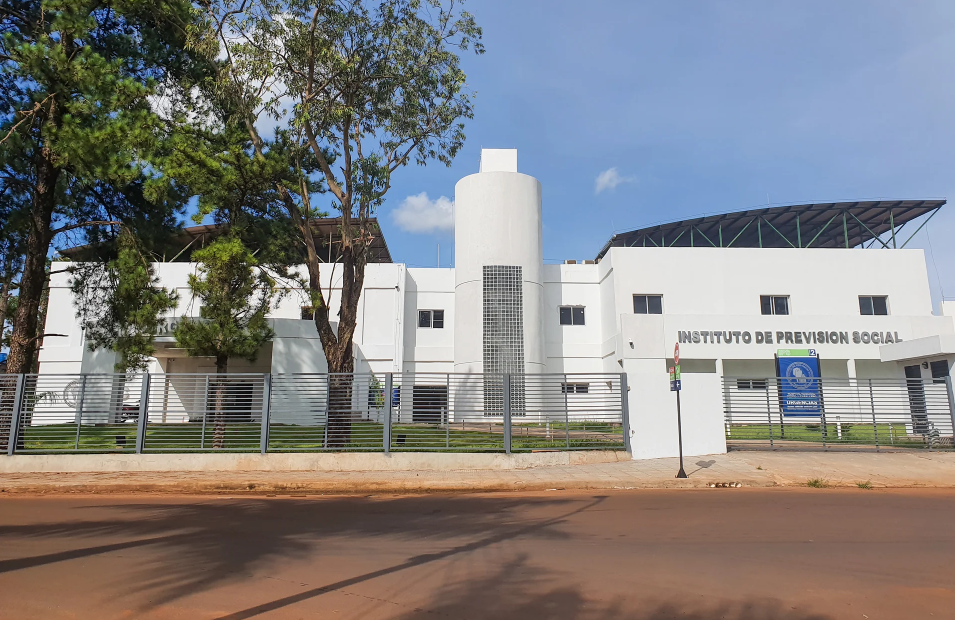
Instituto de Previsión Social.

### Carreteras y accesos viales
La principal vía de acceso a la capital departamental es la Ruta PY05, que la conecta con Concepción; y la Ruta PY17, que la conecta con Salto del Guairá. Ambas rutas nacionales empalman con otras rutas que la conectan con Asunción y Ciudad del Este.

### Transporte terrestre y aéreo
En cuanto al transporte de pasajeros, desde y hasta la capital departamental operan 7 empresas de buses que cubren el territorio nacional, que son: Cometa Amambay, La Santaniana, Rápido Yby Yaú, Empresa Libertador, NASA NSA, Sol del Paraguay, La Ovetense. Todas estas empresas están regidas y autorizadas por la Dirección Nacional de Transporte (DINATRAN) y pagan un canon de derecho de salida según la distancia que recorren, y un impuesto al transporte por la cantidad de pasajeros.
A nivel intermunicipal operan estas empresas: Dos Fronteras, Ñu Verá, La Pedrojuanina, Santa Bárbara y San Vicente, las cuales operan desde las 05:00 hasta las 15:00 horas a Capitán Bado; desde las 07:30 hasta las 14:00 horas a Bella Vista; todo esto, con suspensión en casos de lluvia o inclemencias del tiempo. Por su parte, a nivel interurbano operan las empresas Rápido Fortuna y Estrella del Norte. En el caso intermunicipal e interurbano se debe contar con el permiso municipal, de este modo la atención al cliente es preferencial y se promueve la competencia leal entre las empresas.
Para el transporte aéreo cuenta con el aeropuerto Doctor Fuster, situado a 20 km de la zona céntrica de la ciudad y a 4,6 km de la Ruta PY05. Cuenta con vuelos regulares de lunes a viernes al Aeropuerto Internacional Silvio Pettirossi de Asunción, con las frecuencias siguientes: Sentido ASU-PJC (10:00 hs), Sentido PJC-ASU (12:30 hs). Ambas frecuencias de viaje son manejadas por la aerolínea Sol del Paraguay.

### Salud pública
En mayo de 2020 fue renovado el bloque de terapia intensiva en el Hospital Regional y en la sede del Instituto de Previsión Social (IPS), lo cual permitió fortalecer el sistema sanitario en la zona norte del país. La Itaipu Binacional impulsó las obras de adecuación de la Unidad de Terapia Intensiva (UTI) en el Hospital Regional de Pedro Juan Caballero. Por otro lado, también se habilitó la nueva sede del IPS, que constituye un edificio de 5346 metros cuadrados, que dispone de la infraestructura y el equipamiento para una atención de calidad a todos los asegurados y población en general. El nuevo establecimiento sanitario tiene 25 camas de internación, tres salas de preparto, dos salas de post anestesia, así como 10 camas de urgencias, un quirófano para cirugía general, otro para ginecobstetricia y 10 consultorios externos.

### Seguridad
La seguridad de Pedro Juan Caballero está sujeta a perspectivas ambiguas. Según la opinión popular es una ciudad segura, debido a que son pocos los casos de delitos comunes, como los perpetrados por motochorros. Sin embargo, las estadísticas indican que es la ciudad con la mayor tasa de criminalidad y homicidio de todo el Paraguay, cuyos causales se vinculan en su totalidad al narcotráfico. Esto se debe a que Pedro Juan Caballero, contrario a cualquier ciudad portuaria, posee frontera seca con Brasil, país de donde proviene una de las organizaciones criminales que más estragos ha causado en la región, el PCC. Tan solo en 2019 se registraron 136 asesinatos por encargo, algo desproporcional que solo se circunscribe a la ciudad y no representa la baja criminalidad que sí hay en el resto del Paraguay. Ante esta problemática, en los últimos años se están tomando estrategias para erradicar a los grupos criminales que operan en la zona, de modo a custiodar y reforzar el paso fronterizo.

## Características urbanas

### Plazas y parques
En la ciudad existen 16 plazas urbanizadas según el Departamento de Urbanismo y Catastro de la Municipalidad de Pedro Juan Caballero, algunas
son de carácter recreativo, deportivo y cultural.
| #  | Plaza                | Barrio               | Uso        | #  | Plaza              | Barrio                | Uso                 |
| -- | -------------------- | -------------------- | ---------- | -- | ------------------ | --------------------- | ------------------- |
| 1  | Ernesto Winkler      | María Victoria       | Recreativo | 2  | Leonardo Franco    | Mariscal Estigarribia | Recreativo          |
| 3  | Rotela Quintana      | Bernardino Caballero | Deportivo  | 4  | Mariscal López     | Perpetuo Socorro      | Recreacional        |
| 5  | Pedro Juan Caballero | Perpetuo Socorro     | Cultural   | 6  | Teniente Valdez    | Perpetuo Socorro      | Recreativo          |
| 7  | Herminio Giménez     | San Antonio          | Recreativo | 8  | Carmen de Casco    | San Geraldo           | Recreativo          |
| 9  | Eusebio Ayala        | Obrero               | Recreativo | 10 | San Roque González | Guaraní               | Deportivo           |
| 11 | Paseo Central        | Av. Carlos Domínguez | Recreativo | 12 | Paseo Central      | 12 de junio           | Recreativo          |
| 13 | Paseo Central        | Calle Don Bosco      | Recreativo | 14 | Jardín Aurora      | Jardín Aurora         | Cultural            |
| 15 | Paseo Central        | Av. José Berges      | Recreativo | 16 | Laguna Porá        | Perpetuo Socorro      | Cultural, Deportivo |

### Laguna Punta Porá

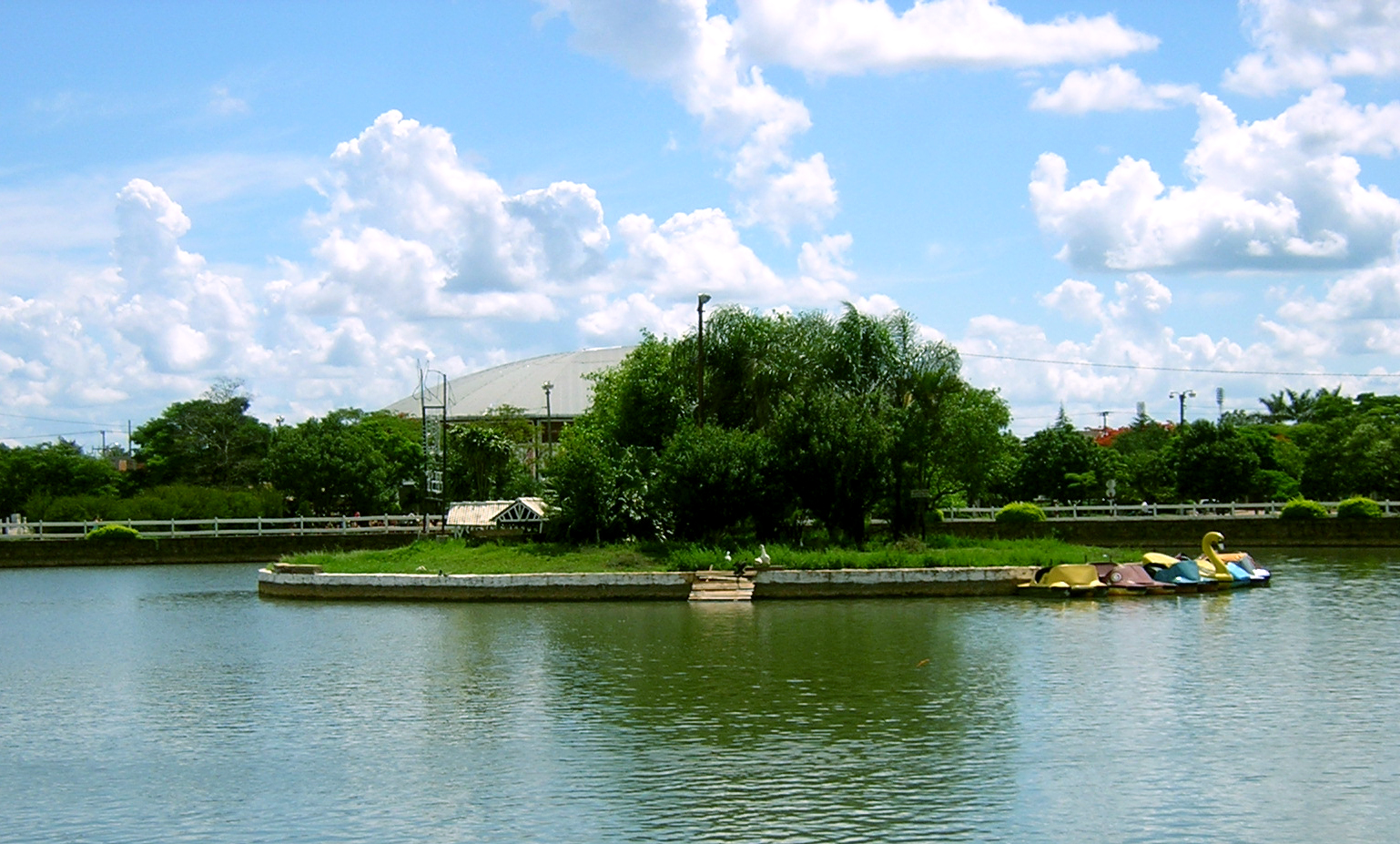
Laguna Punta Porá.

Fue inspiración para innumerables poemas como Laguna «Punta Porá» de Juan Pelayo Giménez Medina y «Reporte a la laguna que no quería morir» de Santiago Leguizamón. Según la leyenda urbana, los pobladores antiguos del lugar manifestaban que si se completa una vuelta por la laguna, ya no es posible abandonarla, motivo por cual tendría que permanecer por los días que le restan en la localidad: «Quien da la vuelta completa por la laguna, ya se
queda en Pedro Juan».
La Laguna Punta Porá es el símbolo más representativo de la ciudad. Es comúnmente conocido como «Laguna», y ocupa un área de aproximadamente 18.850 metros cuadrados. Pedro Juan Caballero tuvo sus orígenes fundaciones en las proximidades de este cauce hídrico, precisamente porque la laguna que servía como fuente de agua. Con el tiempo, a medida que la ciudad iba creciendo, el espejo de agua fue reduciéndose y los años posteriores la convirtieron en un área de agua estancada.
Posteriormente la laguna fue remodelada mediante un proyecto de urbanización. Para esto, el ciudadano local Gualberto Ortiz Mantilla trabajó en un proyecto que visaba la revitalización de la Laguna Punta Porá; recibió el apoyo del Ministerio de Obras Públicas y Comunicaciones. Al principio hubo gente que se oponía al proyecto por el hecho de no ser muy pretensioso, y por afectar a algunas propiedades privadas. Con el paso del tiempo los pobladores no le daban la debida importancia a la paulatina extinción de ese lugar histórico, hasta que fue frustrado por el intendente Isasio Ortiz González con la habilitación de dos calles trasversales. Jiménez Benítez, historiador, resalta que en la época ya existía resoluciones de la Junta municipal el cual reservaba el lugar para urbanización.
No obstante, este mismo intendente opositor de la época se ausentó, por lo que el intendente sustituto Orlando Ramón Guardatti dispuso de las máquinas, y en colaboración y apoyo de la comunidad, deshizo las calles que las atravesaban y de esta manera comenzó la recuperación del espejo de agua y su entorno, dando origen a una comisión denominada «Amigos de la Laguna Punta Porã», que comenzó a planificar la urbanización. Así, se realizaron los trabajos correspondientes de levantamiento topográfico, estudio de suelo y, aprovechando la prolongada sequía de la época, se cavó hasta llegar la capa impermeable del fondo. En la parte de arborización se plantó lapacho, quebracho, pacurí, chivato, sauce y otros árboles de ornamentación. En algunos casos se realizó el trasplante de árboles ya desarrollados, de aproximadamente de 5 a 8 metros de altura. Tras las obras, vino una oportuna lluvia que llenó la laguna para así resguardar la piedra angular de la historia pedrojuanina donde la recuperación de un patrimonio histórico fue el protagonista de este sentido de identidad para la población local. La Laguna Punta Porá resurgió y alrededor de ella permanece el simbólico recuerdo del nacimiento de su población actual.

## Cultura

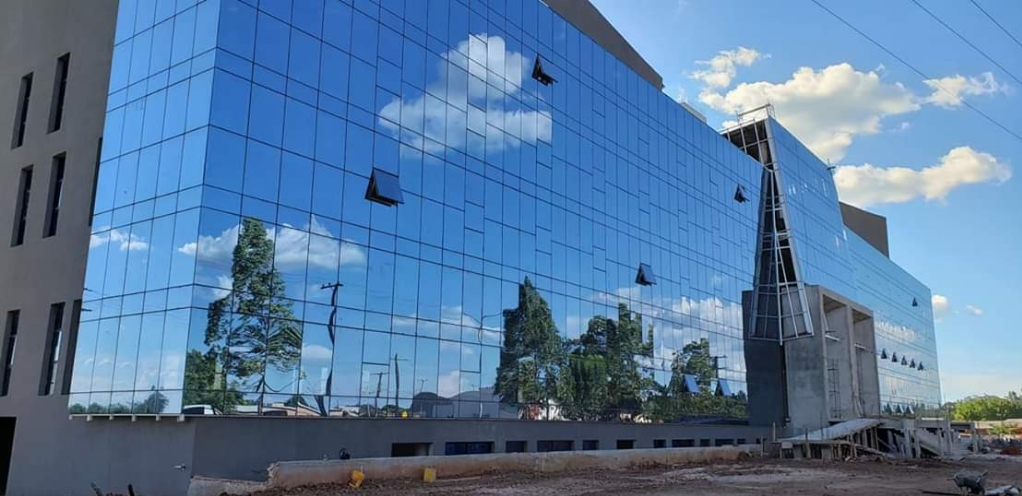
Universidad del Pacífico.

### Educación
El distrito cuenta con un total de 31 colegios y liceos secundarios. Entre los privados, los más conocidos son el: El colegio parroquial Rosenstiel, de los Misioneros Redentoristas; colegio Santa María de los Ángeles, de las Hermanas Educacionistas Franciscanas de Cristo Rey;  el colegio Ebenezer y el colegio Bautista. Entre los nacionales el más conocido es el Centro Regional de Educación Dr. Raúl Peña, la Escuela Graduada N.º 710, «Don Carlos Antonio López» y la Escuela Nacional de Comercio Cerro Corá. 
Es sede de universidades como las filiales de la Facultad de Ciencias Agrarias y la Facultad de Derecho y Ciencias Sociales de la Universidad Nacional de Asunción; las privadas como la Universidad Sudamericana, Universidad Columbia, la UniNorte, la Universidad Católica Nuestra Señora de la Asunción, Universidad Politécnica y Artística del Paraguay, Universidad del Pacífico, Universidad Intercontinental, Universidad Americana, Universidad Tecnológica, Universidad La Serrana, Universidad Tres Fronteras, Universidad San Carlos, Universidad San Lorenzo, Universidad Nacional de Villa Rica del Espíritu Santo, entre otras.

### Canto a Pedro Juan Caballero
Existe un chamamé compuesto por Francisco Russo denominado «Pedro Juan Caballero».
Letra:
En la frontera de mi país
Muy pegadito junto al Brasil
Muita saudade mante arecó
De los amigos que tengo allí
El castellano y su portugués
Va misturado con guaraní
El trilingüismo lo sabe bien
Mujer garota, cuñataí
Pedro Juan Caballero...
Quiero que el viento me lleve a ti
Desde muy lejos yo te recuerdo
Soy forastero que allí viví
Es la terraza del Paraguay
Corazón mismo del Amambay
Frontera seca pe oyecuaá
Cidade hermosa ko Pedro Juan
Muchas historias oí de ti
Ndachetopáiva añeteté
Nao é verdade, lo sé muy bien
Por eso canto este purajhéi
Abanderado de ese lugar
Che tricolor péina mopu'a
Con fuerte voz hoy quiero cantar
Cumprimentando a Pedro Juan...
Soy testimonio de ese lugar
Frontera seca, ¡¡Mi Pedro Juan!!...

### Casa Museo de la Historia de la Frontera
La ciudad de Pedro Juan Caballero destaca por las cualidades de sus recursos naturales y sus ricos sitios históricos. Ubicada en la cima de la cordillera de Amambay en el noreste de Paraguay, ofrece un paseo ecocultural con el fin de conocer los orígenes de la ciudad acompañado del ecoturismo y del circuito de compras. La Casa Museo de la Historia de la Frontera es el hogar del Lic. Sacha Aníbal Cardona, historiador y jefe del departamento de Cultura de la Municipalidad, en el que se puede apreciar la colección de objetos, libros, fotos y documentos relacionados con la historia de la ciudad, los primeros residentes del área y la Guerra del Paraguay; se encuentra ubicado en la calle Mariscal López, esq. José de Jesús Martínez, a 100 metros de la avenida internacional.

### Galería de Arte Julio César Álvarez Sosa
Se trata de un colorido lugar que alberga una importante colección de obras de artistas nacionales e internacionales, incluyendo las del propio Álvarez. A través de las artes plásticas Julio César busca «cuestionar las distintas máscaras que utilizamos los seres humanos durante nuestra existencia». Basándose en esta premisa, Álvarez utiliza colores acrílicos y diferentes tipos de materiales, la mayoría de ellos reciclados.

## Medios de comunicación

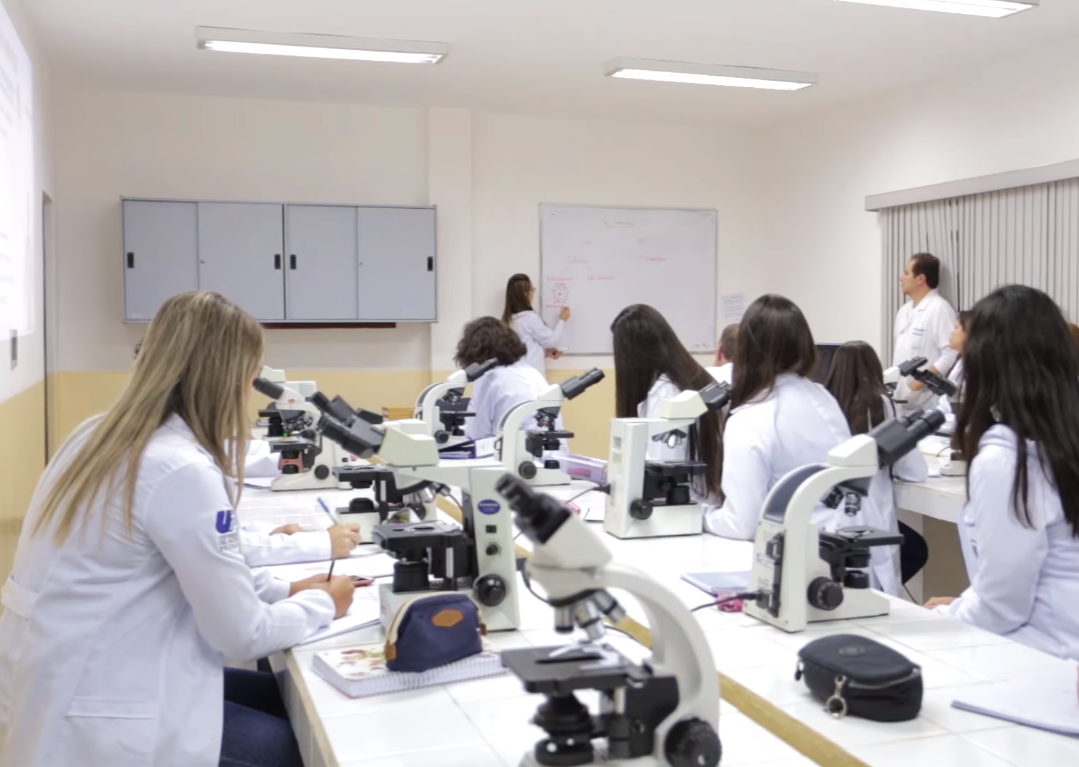
La ciudad es el eje universitario de la región norte del país.

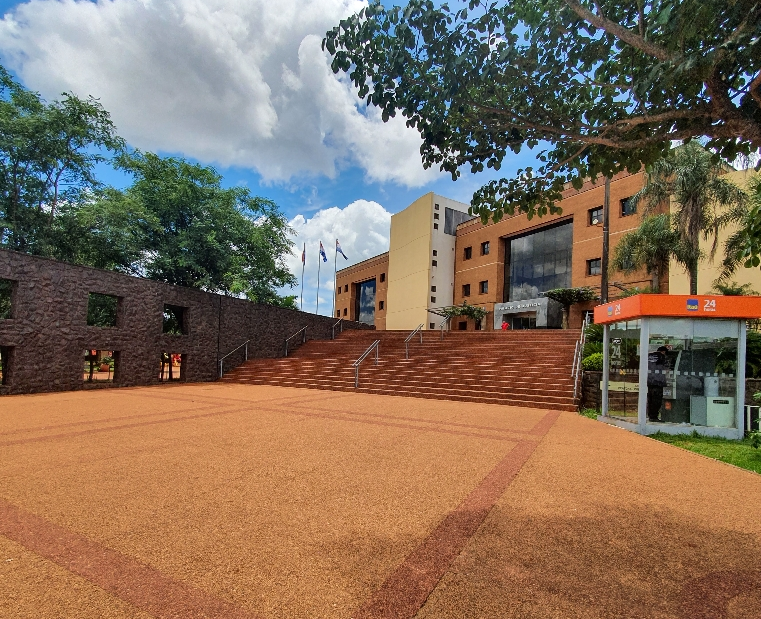
Palacio de Justicia.

### Diarios impresos y digitales
- Amambay Ahora
- Pedro Juan Digital
- Mensuario El Nordestino
- Territorio Frontera
- Semanario Hechos
- Semanario El Vigilante

### Radios AM y FM
- Radio Amambay Zp15 AM 570 kHz Y Ciudad  Fm 102.1 MHz
- Radio Mburucuyá AM 980 kHz
- Radio Jesús es el Salvador FM 88.3 MHz
- Radio Cerro Corá FM 91.5 MHz
- Radio Favorita FM 93.7 MHz
- Radio Oasis FM 94.3 MHz
- Radio América FM 94.9 MHz
- Radio Futura FM 97.5 MHz
- Radio Sin Fronteras FM 98.5 MHz
- Radio Amambay FM 100.5 MHz
- Radio Amanecer FM 101.1 MHz
- Radio Urundey FM 103.3 MHz
- Radio Tuya FM 103.9 MHz
- Radio Imperio FM 106.7 MHz

### Canales de Televisión
- Afiliadas de Paraguay
- Canales 8, 15 y 93 de Frontera Multicanal de Televisión
- Canales 12, 16, 94 y 97 de Gosi TV

### Operadores de internet
La empresa Personal (Núcleo S.A.E.) ofrece servicios de FTTH desde enero de 2020.

## Ciudades hermanadas
- Punta Porá, Brasil